# Korjukivka
Korjukivka  (ukrainsk: Корю́ківка, ukrainsk udtale: [koˈrʲukiu̯kɐ]) er en by i Tjernihiv oblast (provins) i Ukraine. Den blev grundlagt i 1657, for over 350 år siden. Den er administrativt centrum for Korjukivskyj rajon. Den er hjemsted for administrationen af Korjukivka urban hromada, en af Ukraines hromadaer.
Byen har 12.202 (2022) indbyggere.

## Historie
Hetman Bohdan Khmelnytsky var i sin regeringstid i 1657, på jagt efter gratis jord til adelsklassen og nybyggere fra Højrebreds-Ukraine. Et hold under ledelse af kosakken Omel'yanov Karukoyu fandt det endelige sted og anså det for egnet til at grundlægge en bosættelse på grund af den tætte beskyttelse af de omkringliggende skove.
Byen led senere store tab under 2. verdenskrig og Korjukivka-massakren (en) fandt sted her 1. og 2. marts 1943. Koriukivka blev næsten totalt nedbrændt, og befolkningen der boede der blev udryddet, idet tyskerne dræbte omkring 6.700 mennesker og brændte 1.290 hjem. Ødelæggelsen af Korjukivka sammen med dens indbyggere er den største enkeltstående "gengældelsesaktion" krigsforbrydelse under den nazistiske besættelse under Anden Verdenskrig.